# خافي يور
خافي يور (بالإسبانية: Javi Llor)‏ هو لاعب كرة قدم إسباني في مركز الوسط، ولد في 3 مارس 1996 في لقنت في إسبانيا. لعب مع نادي أونتينيينت ونادي إلتشي.

## وصلات خارجية
- خافي يور على موقع قاعدة بيانات كرة القدم.إي يو (الإنجليزية)
- خافي يور على موقع Soccerway.com (الإنجليزية)